# Forshedastenen
Forshedastenen, med signum Sm 52, är en runsten i Forsheda socken och Värnamo kommun i Småland.
Runstenen är av gnejs, 193 cm hög, 67 cm bred vid basen och cirka 38 cm bred i toppen. Vid basen är stenen ca 30 cm tjock och i toppen 15 cm. Runstenen har varit känd sedan 1600-talet, och har först varit rest vid en bro, och sedan legat i densamma. Den har flera gånger, ofta på grund av grustäkt, fallit omkull och rests upp igen. På slutet av 1800-talet slogs ett hörn av, varvid texten skadades.
Efter Forsheda samhälle finns utmed vägen åt väster en parkeringsplats cirka en kilometer efter viadukten över järnvägen. I parkeringens östra del finns en vägvisare till runstenen som står cirka 150 meter därifrån. Den är rest efter Lifsten som sannolikt stupat i slaget vid Gårdstånga i Skåne. Tre kända ortnamn ingår i texten och en översättning följer nedan:

## Inskriften
Translitterering av runraden:
: rhulf : auk : oskihl : riþu : stin : þo[nsi] : etiʀ : lifstin : fuþur : sin : es : uarþ : tuþr :: o : skonu : (n) : karþ:stokum : auk : furþu : o :: finhiþi [:]
Normalisering till runsvenska:
Hrolfʀ ok Askell ræistu stæin þannsi æftiʀ Lifstæin, faður sinn, es varð dauðr a Skanøy i Garðstangum, ok førðu a Finnhæiði.
Översättning till nusvenska:
Rolf och Eskil reste denna sten efter Lifsten, sin fader, som blev död i Skåne vid Gårdstånga, och förde (honom) till Finnheden.